# 繆介臣
繆介臣（?—?），雲南省雲南府昆明縣人，清朝政治人物、同進士出身。
光緒九年（1883年），参加癸未科殿試，登進士三甲53名。同年五月，著以主事分部学习。